# Международный союз современного пятиборья
Международный союз современного пятиборья — Международный союз современного пятиборья англ. International Modern Pentathlon Union) международная некоммерческая организация, созданная в 1948 году в Лондоне для руководства и развития современного пятиборья Торном Вибомом. В настоящее время штаб-квартира союза находится в Монте-Карло (Монако). Союз является членом Международного Олимпийского комитета, Ассоциации летних Олимпийских международных федерации и Генеральной ассоциации международных спортивных федераций. В союз входит 120 национальных спортивных федераций современного пятиборья.

## Финансирование
Источник финансирования Союза — эндаумент.
Согласно уставу организации, эндаумент должен состоять из суммы в один миллион долларов, куда включаются:
- доходы от собственности Союза;
- членские взносы;
- гранты Международного Олимпийского Комитета;
- источники, созданные в исключительных случаях, одобренных компетентными органами, (например: собрания, сборы пожертвований, конференции, лотереи, концерты, балы и шоу, организованные для сбора средств для Союза);
- грантов, предоставляемых в рамках статей 778 и 802 Гражданского Кодекса Княжества Монако.

## Членство
Согласно Уставу, Союз состоит из:
- членов-основателей, подписавших устав Союза;
- активных членов, которые входят в национальные организации или федерации, официально представляющие современное пятиборье во всех видах, в каждой представленной стране;
- временных активных членов, кооптированных исполнительным комитетом Союза, чье кооптирование должно быть одобрено на следующей ассамблее членов Союза;
- почетных членов, выбранных за личные достижения и вклад в защиту интересов спорта в общем, и современного пятиборья в частности;
- почетных членов, выбранных за особые услуги, оказанные Союзу и виду спорта, который они представляют;
- 8 благодетельных членов, выбранных за их моральный и финансовый вклад в достижение целей Союза.

Только активные члены могут голосовать на ассамблеях Союза, на которых принимаются все важные решения по вопросам спорта, выдвигаемым Союзом. Остальные члены могут
присутствовать на таких собраниях, но не голосовать.

### Члены UIPM
| Африка | Америка | Азия | Европа | Океания                           |
| --- | --- | --- | --- | --------------------------------- |
| Алжир · Бенин · Ботсвана · Камерун · Кот-д’Ивуар · Египет · Гана · Кения · Лесото · Либерия · Ливия · Марокко · Мозамбик · Намибия · Нигерия · Эсватини · Сенегал · ЮАР · Того · Тунис · Зимбабве | Аргентина · Аруба · Боливия · Бразилия · Канада · Чили · Колумбия · Куба · Доминиканская Республика () · Эквадор · Сальвадор · США () · Гватемала () · Гондурас · Мексика · Панама · Парагвай · Перу · Пуэрто-Рико · Уругвай · Венесуэла | Бахрейн · Китай · Республика Корея · КНДР · ОАЭ · Филиппины · Гонконг · Индия · Индонезия · Иран · Ирак · Япония · Иордания · Казахстан · Кыргызстан · Кувейт · Ливан · Малайзия · Государство Палестина · Катар · Сингапур · Сирия · Таиланд · Китайская Республика · Таджикистан · Туркменистан · Узбекистан | Албания · Германия · Армения · Австрия · Азербайджан · Бельгия · Беларусь · Босния и Герцеговина · Болгария · Кипр · Хорватия · Дания · Словакия · Словения · Испания () · Эстония · Финляндия · Франция · Грузия · Греция · Венгрия · Ирландия · Израиль · Италия · Латвия · Литва · Северная Македония · Мальта · Молдова · Монако · Норвегия · Нидерланды · Польша · Португалия · Великобритания · Чехия · Румыния · Россия · Сербия · Швеция · Швейцария · Турция · Украина | Австралия · Гуам · Новая Зеландия |

## Исполнительный комитет
Союз управляется исполнительным комитетом, члены которого наделены широкими полномочиями. Исполнительный состоять минимум из 15 и максимум из 30 членов, выбираемых среди активных членов союза.
Члены исполнительного комитета избираются тайным голосованием абсолютным большинством генеральной ассамблей на 4 года.
Президенты национальных конфедераций, президент атлетического комитета, президент медицинского комитета и генеральный секретарь по праву (автоматически) входят в исполнительный комитет
В настоящее время членами исполнительного совета в период с 2021 по 2024 год избраны:
- Клаус Шорманн;
- Самаранч, Хуан Антонио (младший);
- Жоэль Бузу;
- Вячеслав Аминов;
- Хуан Мансо Ораньеги;
- Шайни Фанг[1].

## Президенты
| Президенты                   | Страна      | Годы президентства | Примечания                     |
| ---------------------------- | ----------- | ------------------ | ------------------------------ |
| Торн Вибом                   | Швеция      | 1948—1949          |                                |
| Густав Дирссен               | Швеция      | 1949—1960          |                                |
| Тофельт, Свен                | Швеция      | 1960—1988          |                                |
| Новиков, Игорь Александрович | СССР Россия | 1988—1992          |                                |
| Шорманн, Клаус               | Германия    | 1992—н.в.          |                                |
| Альбер II (князь Монако)     | Монако      | 1997—н.в.          | Пожизненный почетный президент |

## История
Ранее соревнования по современному пятиборью проводились непосредственно МОК.
С 1953 по 1998 год организация называлась «Международный союз современного пятиборья и биатлона» (UIPMB). После создания Международного союза биатлонистов на внеочередном конгрессе UIPMB в 1993 году, в 1998 г. организации официально разделились.
В настоящее время в союз входят 120 национальных сборных. Штаб-квартира организации расположено в Монако. Президент Международного союза современного пятиборья — Клаус Шорманн.
Организация управляет рядом мультидисциплинарных видов спорта:
- Лазер-ран;
- Тетратлон;
- биатл;
- триатл;
- Всемирный школьный биатлон.

Указанные виды спорта были созданы с целью привлечения новых членов в Международный союз современного пятиборья и предлагающие широкому кругу атлетов вход в современное пятиборье. Организация является членом Международного олимпийского комитета, Всемирной организации международных спортивных федераций (GAISF) и Федерации международного студенческого спорта (FISU), а с момента присоединения к Международному паралимпийскому комитету осуществляет параспортивную программу.